# Mariano Pérez Cuenca
Mariano Pérez Cuenca (Pastrana, 8 de diciembre de 1808-Pastrana, 2 de mayo de 1883) fue un sacerdote, historiador y escritor español.

## Biografía
Natural de Pastrana, en 1826 era capellán de la colegiata de Pastrana. Reducida a parroquia en 1852, quedó como cura párroco de la misma. Consiguió que en ella se recogieran todos los altares y bienes muebles de los conventos exclaustrados de la población eliminados en 1836 y consiguió evitar que el carmelita de San Pedro desapareciera otorgándolo a los franciscanos. Escribió una Historia de Pastrana y sucinta noticia de los pueblos de su partido (1858) que pagó él mismo y alcanzó una segunda edición corregida y ampliada (Madrid, Aguado, 1871). El autor recurrió a los archivos de la villa e hizo aportaciones fundamentales sobre su historia antigua, los duques de Silva y Mendoza, la llegada de los moriscos, los tapices portugueses y las historias y leyendas sobre las advocaciones marianas de la villa y su comarca. 
La obra, escrita con elegancia, ha sido reimpresa modernamente con un estudio preliminar sobre el autor por Esther Alegre Carvajal (Guadalajara: AACHE, 1997).